# Chevroux (Svizzera)
Chevroux ([ʃəˈvʁu], toponimo francese) è un comune svizzero di 446 abitanti del Canton Vaud, nel distretto della Broye-Vully.

## Geografia fisica
Chevroux si affaccia sul Lago di Neuchâtel.

## Monumenti e luoghi d'interesse
- Cappella di San Giovanni Battista[2].

## Società

### Evoluzione demografica
L'evoluzione demografica è riportata nella seguente tabella:
Abitanti censiti

## Amministrazione
Ogni famiglia originaria del luogo fa parte del cosiddetto comune patriziale e ha la responsabilità della manutenzione di ogni bene ricadente all'interno dei confini del comune.